# کمیسیون شیمی نوبل

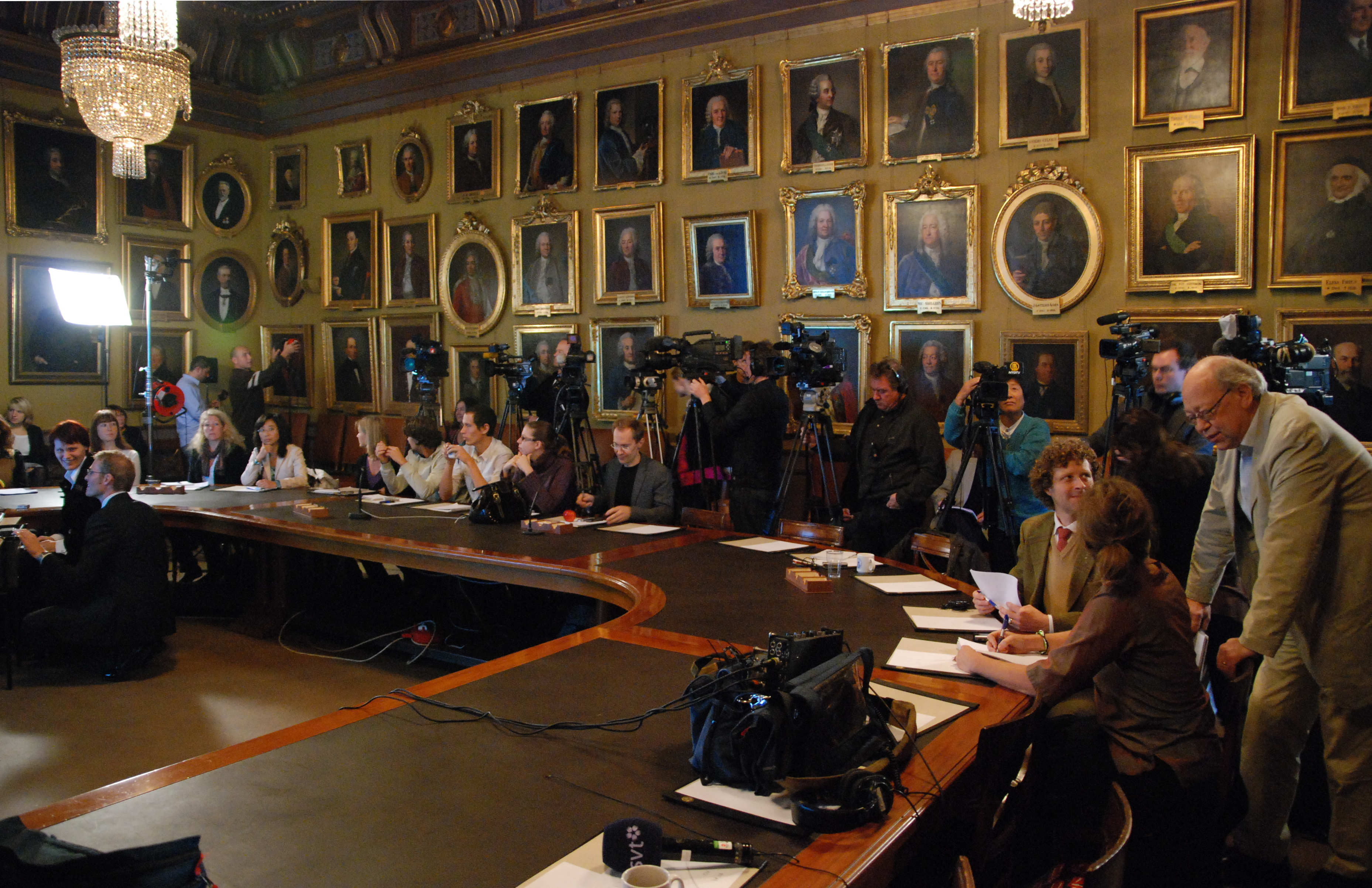
معرفی جایزه نوبل شیمی در سال ۲۰۰۸

کمیسیون شیمی نوبل یک کمیته نوبل است که برندهٔ جایزه نوبل شیمی را مشخص می‌کند. اعضای این کمیته توسط آکادمی سلطنتی علوم سوئد انتخاب می‌شوند.